# Edward George Uhl
Edward George Uhl (24. März 1918 in Elizabeth, New Jersey – 9. Mai 2010 in Easton, Maryland) war ein US-amerikanischer Ingenieur. Bekannt ist er durch die Mitwirkung an der Panzerabwehrrakete Bazooka und seine spätere Managementtätigkeit in der Luft- und Raumfahrtbranche.

## Leben
Nachdem Edward Uhl 1936 die Highschool abgeschlossen hatte, absolvierte er 1940 die Lehigh University, wo er Technische Physik studierte. Die Universitätsausbildung konnte er aufgrund des Stipendiums der Reserveoffizier-Ausbildungsprogramm bestreiten. Nach seinem Abschluss nahm er zunächst eine Anstellung bei der National Carbon Company in Fostoria an. 1941 trat er als Offizier in die United States Army ein und wurde dem United States Army Ordnance Corps zugeteilt.
Sein Vorgesetzter wurde Leslie Skinner, welcher in der Indian Head Powder Factory Raketenwaffen für den gerade tobenden Zweiten Weltkrieg entwickelte. Auf den frühen Versuchen von Robert Goddard aufbauend, entwickelten sie die Panzerabwehrrakete Bazooka. Uhl war vor allem an der Entwicklung des Werfers beteiligt; so war es seine Idee, die Waffe von der Schulter abzufeuern. Bei einer Demonstration traf Uhl einen fahrenden Zielpanzer, was letztendlich den Erfolg der Bazooka besiegelte.
Gegen Ende des Krieges wechselte Uhl zum Pazifikkriegschauplatz in den Stab von Douglas MacArthur. Nach dem Krieg, 1946, verließ er die Armee im Range eines Oberstleutnants.
Uhl wurde daraufhin vom Flugzeughersteller Glenn L. Martin Company in Middle River (Maryland) eingestellt, um das Unternehmen in der Raketentechnik voranzubringen. 1948 wurde er Projektleiter für Lenkwaffen, außerdem war er bei der Entwicklung der Höhenforschungsrakete Viking sowie dem Marschflugkörper MGM-1 Matador beteiligt. Uhl stieg in dem Unternehmen auf und wurde 1952 zum Vizepräsidenten der Technologieabteilung ernannt. 1957 wurde er mit dem Aufbau des neuen Werks in Orlando (Florida) betraut, später wurde er dessen Betriebsleiter. In dieser Funktion war er für die Entwicklung und Produktion der Raketen MGM-18 Lacrosse, AGM-12 Bullpup und MGM-31 Pershing verantwortlich. 1959 wechselte Uhl zu Ryan Aeronautical nach San Diego und hatte dort die Funktion des Betriebsleiters und Vizepräsidenten der Technologieabteilung inne.
1961 wurde Uhl zum Präsidenten der Fairchild Engine and Airplane Corporation in Hagerstown ernannt. Sein größter Erfolgt war das Erdkampfflugzeug A-10 Thunderbolt II. Unter Uhl wurde die Weltraumsparte von Fairchild ausgebaut. Deren wichtigste Entwicklung war der wegweisende Satellit ATS-6.
Nach seinem Ausscheiden 1985 aus Fairchild war er noch Mitglied im Board of Directors von verschiedenen Unternehmen wie der Bank Maryland National Bank oder den Technologieunternehmen American Satellite Corporation, Bunker Ramo Corporation oder der Johns Hopkins University.

## Privates
Uhls erste Ehefrau, Maurine Keleher, starb 1966 nach 23 Ehejahren. Mit seiner zweiten Ehefrau Mary Stuart Brugh lebte er 44 Jahre bis zu seinem Tod. Uhl hatte vier Kinder.
Der Raketenpionier und NASA-Manager Wernher von Braun war Uhls langjähriger Jagdfreund.